# Spiral Tribe
Gli Spiral Tribe nascono come sound system tekno nella prima metà degli anni novanta. Il gruppo mosse i suoi primi passi nei quartieri occidentali di Londra, viaggiò per tutta l'Europa, in America Latina e in Asia in particolare nello Stato di Goa in India.
La loro musica e i loro ideali, insieme agli scritti attorno al concetto delle Zone Temporaneamente Autonome (TAZ) di Hakim Bey, sono alla base della formazione di tutta la cultura dei rave (free party, teknival..) del mondo: il termine "free" nell'accezione non indica "gratis", bensì lo spirito "libero" con cui la festa viene e veniva organizzata, portando spesso a rendere gratuito l'ingresso a questo tipo di manifestazioni musicali. 

## Storia

### Il festival di Castlemorton
Dopo 2 anni di attività, e l'organizzazione di eventi in quasi tutta l'Inghilterra, nel 1992 tredici membri del gruppo furono arrestati immediatamente dopo il festival di Castlemorton, una delle feste rave più grandi mai fatte nel Regno Unito (7 giorni non-stop), patria natale di questo genere di feste; alla fine del processo furono condannati ponendo le basi per il successivo Criminal Justice and Public Order Act 1994. Il loro processo divenne uno dei più lunghi e costosi casi della storia legale inglese, durato quattro mesi e costò ai contribuenti 4 milioni di sterline.

### La diffusione in Europa
Nel 1993, dopo essere stati prosciolti da tutte le accuse relative ai fatti di Castlemorton, qualcuno della Tribe andò in Francia. Da qui il collettivo si disperse lentamente per tutta l'Europa continuando a suonare singolarmente con altri sound system, alcuni membri presero la residenza in Germania e nei Paesi Bassi, lavorando nella Labworks e in altre etichette di produzione tekno, altri del collettivo si unirono alla major Big Life.
(Intervista a Mark Harrison, fondatore degli Spiral Tribe, da DECODER#9)
Durante l'estate del 1994 i membri della Spiral Tribe organizzarono per tutta Europa un gran numero di free party che potevano arrivare a durare giorni e giorni (dette teknival), normalmente non interrotte neanche all'arrivo delle forze dell'ordine.
(Spiral Tribe)

### L'Italia
Le prime notizie della Spiral Tribe in Italia, risalgono al 1995, quando tennero uno spettacolo al centro sociale Leoncavallo insieme ai Mutoid Waste Company.
Attorno al 1996, parte dei componenti della Spiral Tribe si trasferì in Italia, dove il movimento delle feste illegali era ancora in evoluzione e meno perseguitato dalla legge al contrario di quello che accadeva già in Francia e Regno Unito, dove gli arresti e i sequestri degli impianti audio non erano rari. La prima tappa nello stivale fu Bologna, all'interno di tre spazi sociali, il Livello 57, il Link ed il Mattoids: qua ebbero la possibilità di dare vita ad alcuni party non stop, tra cui uno in collaborazione con la Mutoid Waste Company.
Successivamente si trasferirono a Roma, dove dalla fine del 1997 fino all'estate 1998, vissero in un grande spazio occupato chiamato Fintech, dal nome dell'omonima fabbrica, dove le grandi feste nei capannoni industriali abbandonati e fatiscenti divennero punto di ritrovo di giovani da tutta l'Europa. In questo periodo Kaos e Sirius23, componenti della Spiral Tribe, insieme ad alcuni tra i Facom unit e gli Okupe (OQP), fondarono la Sound Conspiracy continuando a fare feste in Italia e in Europa sotto questo nome. Da qui partirono con i loro furgoni in direzione India per tornare in Europa dopo un anno.

### I primi anni del Duemila
Nei primi anni duemila, molti dei partecipanti di allora sono ancora considerati tra i musicisti di spicco nella scena tekno: tra questi possiamo ricordare Crystal Distortion, 69db, Ixindamix, MeltDown Mickey, Kaos (Sound Conspiracy) e ancora altri.
Nel 2005 insieme ai Desert storm, Sound Conspiracy, Tomahawk e Teknocrates, creano un progetto di nome World Traveller Adventures, producono un DVD che documenta free parties svolti a Sarajevo durante la guerra, in Africa e in India, tutte mete raggiunte con vecchi camion partendo da città europee. Sempre a marzo nello stesso anno partecipano alla Aid Asia Compilation, il cui ricavato viene devoluto in aiuto delle popolazioni colpite dallo tsunami.

## La Network23
Gli Spiral Tribe fondarono una propria etichetta musicale di nome Network23 che iniziò a muovere i suoi primi passi in Repubblica Ceca grazie al basso costo delle incisioni, rimanendo in attività dal 1994 al 1996. A partire dal 1994, in Repubblica Ceca si svolgeva ogni anno uno dei più grandi teknival, il CzechTek, durante il quale non era difficile riascoltare uno di quei vinili incisi a bassa qualità audio da Network23).
L'organizzazione del teknival ceco decise di non svolgere più la festa a partire dal 2007. La motivazione riportata sul sito ufficiale della tribe consisteva nel denunciare la perdita di quegli ideali legati ai free party, sostituiti lentamente da una cultura più legata al business ed agli interessi personali.
(Network23 - Prone)

## Simbologia

### 23
La spiral tribe in ogni loro disco, flyers, gadget o altro che li rappresentasse come la loro etichetta Network23 (nome anche di una televisione punk inglese del periodo) hanno sempre posto il numero 23 che rappresenta in numerologia l'enigma, la casualità degli eventi ed è il numero approssimativo dei componenti della spiral tribe e non di come alcuni credono dei componenti arrestati a Castlemorton.

### La spirale
La spirale nella cultura celtica è un simbolo antichissimo che sta a simboleggiare l'espansione, la crescita e lo sviluppo. Nei suoi molteplici significati la spirale rappresenta l'universo e l'infinito, il sole e il suo movimento e più importante la strada da seguire per andare alla ricerca di se stessi.

## I membri della Spiral Tribe
- De Andre 23
- Sebastian, alias 69db
- Mark Stormcore
- Lol Hammond
- Zander
- Simon, alias Crystal Distortion
- Jeff 23, alias DJ Tal
- Ixindamix
- MeltDown Mickey
- kaos
- MC Skallywag
- Debbie (aka Pheen X)
- paula
- Sally
- Alex 65
- Steve Bedlam
- James, alias Jack Acid
- Little Ez
- Stefnie
- Nigel, alias Edge
- DJ Crafty (T.C)
- DJ Aztek
- DJ Manic josh
- Dj Renegad sid
- DJ Charlie Hall
- DJ Hamza L'immortale
- DJ Mr K
- CUTILLO
- Hamish
- Darren
- Doug
- sacha
- old frank
- Paul
- Sim Simmer
- Joe
- Tim Evans (Heathfield).
- Sancha
- Dom

## Discografia

### Album
- EP 23 No. 3 (12") prodotto da Network23
- U Make Me Feel So Good (12")
- Untitled (12") prodotto da Network23
- Breach The Peace (CD5") prodotto da Big Life 1992
- Breach The Peace (12") prodotto da Big Life 1992
- Breach The Peace (Promo) (CD5") prodotto da Big Life 1992
- Forward The Revolution (The Youth Remix) (12") prodotto da Big Life 1992
- Spiral Tribe EP - Forward The Revolution (12") prodotto da Big Life 1992
- Spiral Tribe EP - Forward The Revolution (CD5") prodotto da Big Life 1992
- Spiral Tribe EP - Forward The Revolution (Promo) (CD5") prodotto da Big Life 1992
- Sirius 23 (CD5") prodotto da Butterfly Records 1993
- Sirius 23 (12") prodotto da Butterfly Records 1993
- Sirius 23 (12") prodotto da Big Life 1993
- Spiral Tribe Sound System (The Album) (CD) prodotto da Big Life 1993
- Tecno Terra (2xLP) prodotto da Butterfly Records 1993
- Tecno Terra (CD) prodotto da Butterfly Records 1993
- Don't Take The Piss (12") prodotto da Network23 1994
- Untitled (12") prodotto da Network23 1994
- Definitely Taking Drugs (12") prodotto da Network23 1995
- Expekt The Unxpekted (12") prodotto da Network23 1995
- LSP 23 (12") prodotto da Network23 1995
- Panasonic (12") prodotto da Network231995
- Power House (12") prodotto da Network231995
- Power House 02 (12") prodotto da Network231995
- Probably Taking Drugs (12") prodotto da Network231995
- Spiral Tribe 1 (12") prodotto da Network231995
- Spiral Tribe 2 (12") prodotto da Network231995
- Spiral Tribe 3 (12") prodotto da Network231995
- Spiral Tribe 4 (12") prodotto da Network231995
- Spiral Tribe 5 (12") prodotto da Network231995
- Untitled (12") prodotto da Labworks Germany1995
- EP (12") prodotto da Network231996
- EP 23 No. 1 (12") prodotto da Network231996
- Full Fill Fromage (12") prodotto da Facom Unit1996
- Strange Breaks (12") prodotto da Network231996
- Fac'em If They Can't Take A Joke (12") prodotto da Facom Unit1998

### Remix
- Change (Spiral Tribe Mixes)

### Partecipazione a compilation
- Shamanarchy In The UK
- Survival! The Dance Compilation
- Technohead - Mix Hard Or Die
- World Traveller Adventures
- Aid Asia Compilation
- Le Signeurs De La Route